# TrES-2

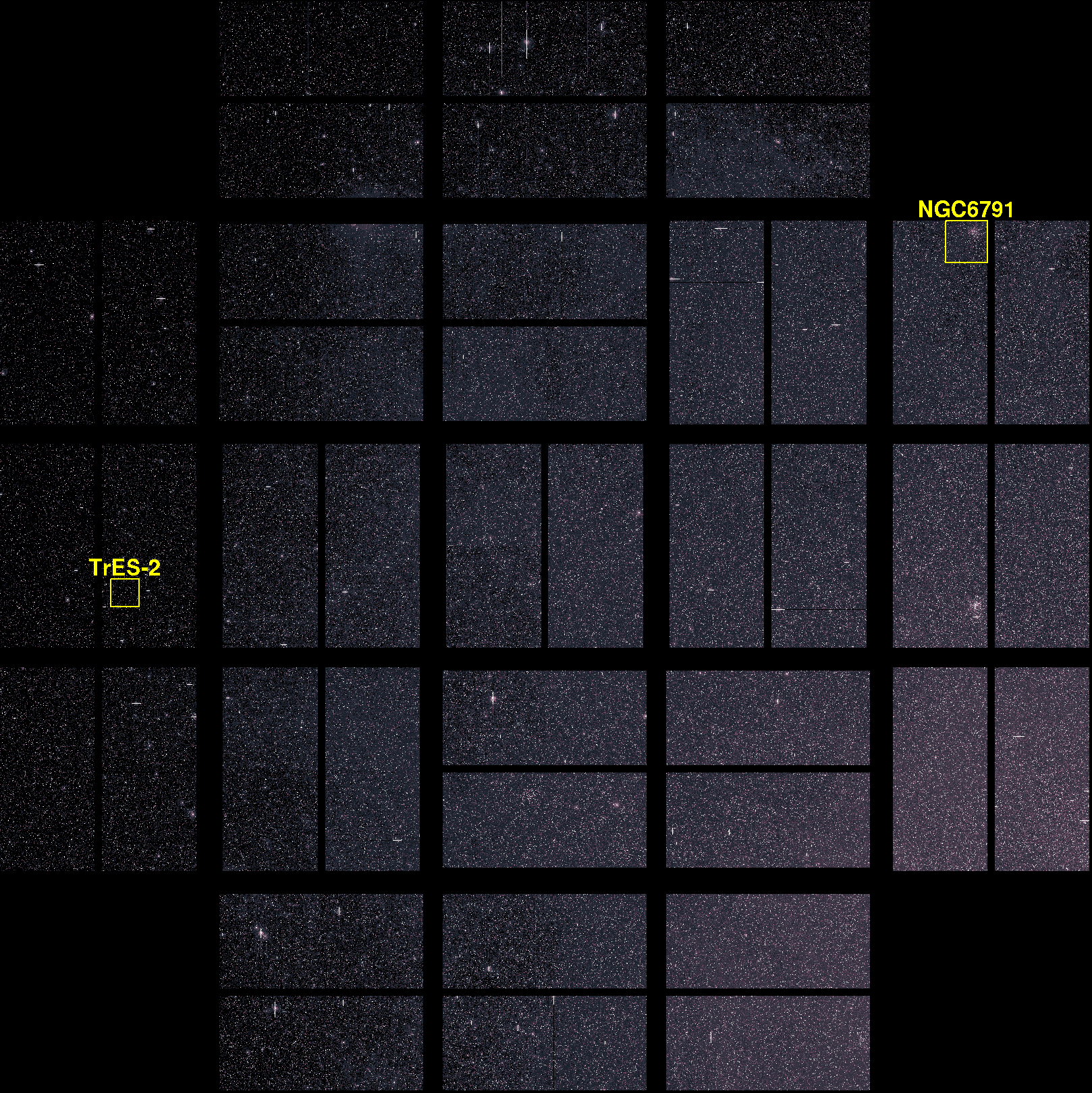
ケプラーのファーストライト画像におけるTrES-2系の位置（左の印）。

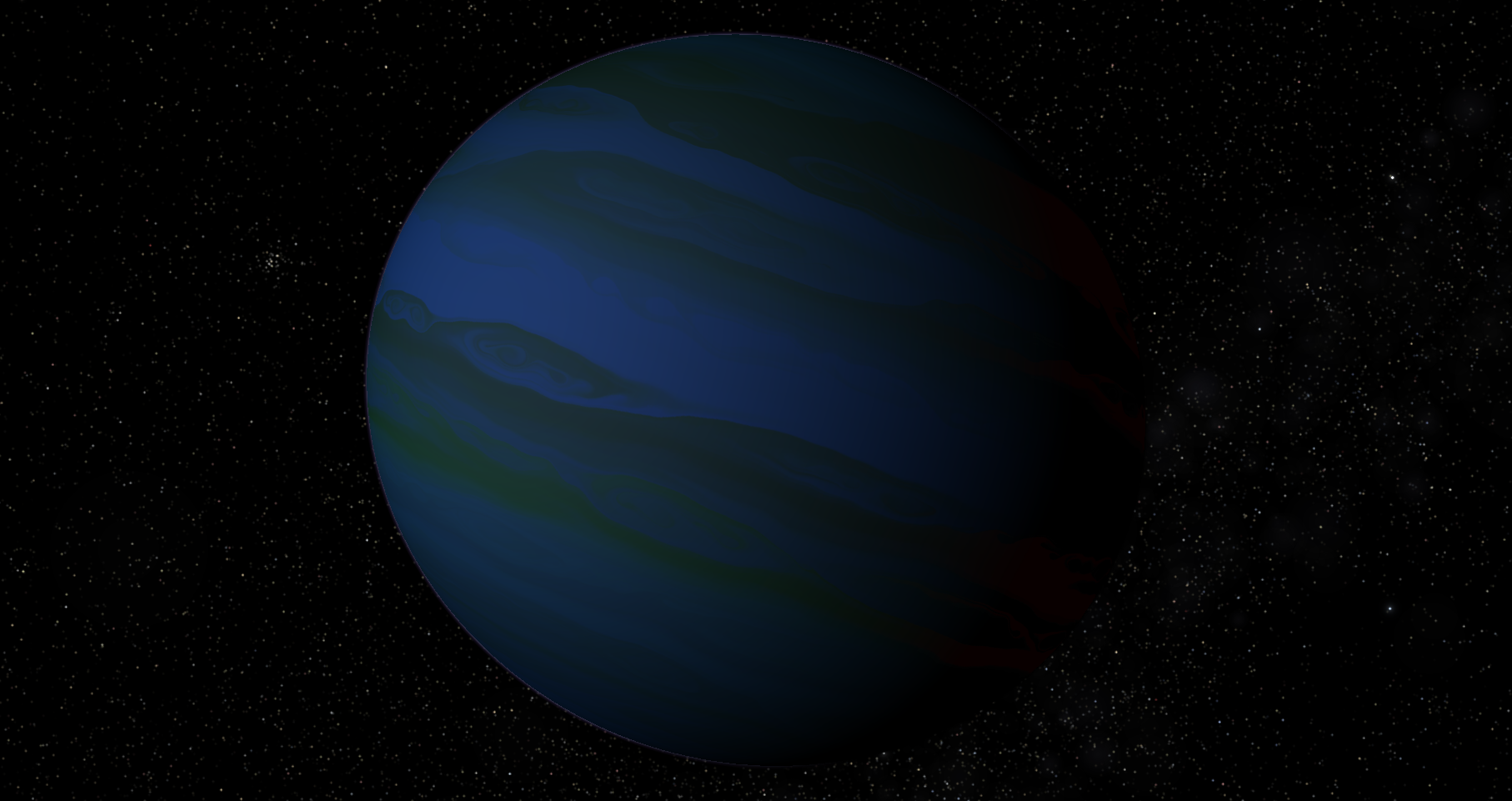
TrES-2の想像図。

TrES-2（TrES-2b、ケプラー1b）とは、太陽系から750光年離れた位置にある太陽系外惑星で、GSC 03549-02811 と呼ばれる恒星の周りを公転している。2011年にはTrES-2が恒星の光を1%未満しか反射しない非常に暗い天体だという観測結果が発表された。質量と半径から木星と似た組成を持つ巨大ガス惑星だと考えられているが、木星とは異なって恒星の至近距離の軌道を運動しており、ホット・ジュピターに分類される。系外惑星探査機ケプラーの観測視野に含まれていることで知られる。

## 発見

TrES-2の影響で生じるGSC-03549-02811の視線速度の変化を表したグラフ。

TrES-2は、惑星が恒星の手前を横切る際の減光を捉える方法（食検出法）を用いて2006年8月21日に発見された。観測に用いられたのはアメリカ・カリフォルニア州パロマー天文台のSleuthとアリゾナ州ローウェル天文台のPSSTで、いずれも大西洋両岸系外惑星サーベイ (TrES) の観測網を構成する口径10cmの望遠鏡だった。同年9月8日にはケック天文台による追認観測が行われ、惑星の存在が確実になった。
TrES-2の研究は継続的に行われている。2007年の論文では、恒星・惑星のパラメータがより正確なものに改められた。2008年8月には、惑星が順行軌道を公転しており、惑星の軌道平面と恒星の赤道面との成す角は-9±12°であるという研究成果が発表された。同年9月にはTrES-2の主星が連星であることが発見され、各種パラメータの見直しが行われた。

## 性質
| 木星 | TrES-2    |
| ---- | --------- |
| 木星 | Exoplanet |

惑星のトランジットおよび二次食の観測から、惑星の昼側と夜側の明るさの差が測定され、これが幾何アルベドのみに起因するとみなすと、惑星の幾何アルベドは2.53%と推定される。しかし惑星大気の理論モデルからは、惑星の昼側からの光の大部分は惑星表面での恒星光の反射ではなく、惑星自身からの熱放射によるものだと考えられている。推定した幾何アルベドは1%未満となり、もっともらしい推定値は0.04%であることが示された。これは系外惑星で測定されたアルベドとしては最も低い値であり、石炭や黒のアクリル絵の具よりも低い。この惑星が暗い理由としては、惑星が恒星に近く、大気が高温に達しているため反射率の高い雲が存在できないうえ、大気に含まれるガス状のナトリウムやカリウム、酸化チタンなどが光を吸収するためだと考えられているが、KippingとSpiegelは大気上層部で酸化チタンやバナジウムなどの重い化合物が凝縮された状態で存在するのは非現実的だとして、それらを除外した。また、彼らはスペクトルの広範囲に渡るNaやKのD線が可視スペクトルを占めていることや、ケプラー7bを除けばホット・ジュピターのアルベドの測定は上限が求まるため、通常、ホット・ジュピターは暗いと指摘した。ただしこれらの要因だけでは低い反射率を完全に説明するのは難しく、TrES-2がこれほどまでに低い反射率を持っている理由は未だに完全には明らかになっていない。

## ケプラー計画

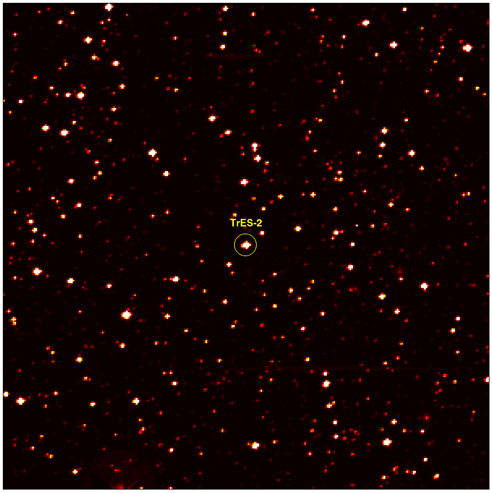
探査機ケプラーから見たGSC-03549-02811惑星系。天の北極は左下の方向で、拡大すれば分かるが、GSC-03549-02811は写真中央部にある。

2009年3月、NASAは太陽系外惑星探査機ケプラーを太陽周回軌道に打ち上げた。これは食検出法を用いて太陽系外惑星を発見することを目的とした宇宙望遠鏡である。2009年4月にはファーストライトの画像が公表され、TrES-2の主星はその中で印がつけられた2つの天体の1つだった（もう片方は散開星団のNGC 6791）。ケプラーの観測視野に含まれる既知の系外惑星はTrES-2以外にも存在するが、それらのうちファーストライト時に識別されたのはTrES-2のみだった。TrES-2は探査機の較正と機能のチェックに重要な役割を果たすことが期待されている。
また、この計画では主星GSC-03549-02811の光度曲線の分析からケプラーのデータのみで質量を求めることに成功した。惑星を直接的に観測するだけでなく、主星が惑星の重力により変形することによって起こる光度の変化や相対論的ビーミング効果による光度の変化による惑星の検出も行われた。